# Ptenochirus minor
Ptenochirus minor is een vleermuis uit het geslacht Ptenochirus die voorkomt in de Filipijnen. De soort is gevonden op de eilanden Biliran, Dinagat, Leyte en Mindanao en is dus endemisch voor de faunaregio Groot-Mindanao. De soort is gevonden in regenwoud tot op 1600 m hoogte, hoewel hij op geringere hoogte meer voorkomt. P. minor komt algemeen voor in primair regenwoud, maar is zeldzamer in secundair regenwoud. De soort kan bedreigd raken door vernietiging van zijn habitat, maar de populatie is nu nog algemeen en stabiel. P. minor is wat kleiner dan zijn verwant P. jagori. De totale lengte bedraagt 111 tot 124 mm, de staartlengte 7 tot 12 mm, de achtervoetlengte 17 tot 20 mm, de oorlengte 19 tot 22 mm, de voorarmlengte 73 tot 78 mm en het gewicht 51 tot 70 g. Het karyotype bedraagt 2n=46, FN=ca. 56.